# Kanton Vertus
Kanton Vertus (fr. Canton de Vertus) byl francouzský kanton v departementu Marne v regionu Champagne-Ardenne. Tvořilo ho 22 obcí. Zrušen byl po reformě kantonů 2014.

## Obce kantonu
- Bergères-lès-Vertus
- Chaintrix-Bierges
- Clamanges
- Écury-le-Repos
- Étréchy
- Germinon
- Givry-lès-Loisy
- Loisy-en-Brie
- Pierre-Morains
- Pocancy
- Rouffy
- Saint-Mard-lès-Rouffy
- Soulières
- Trécon
- Val-des-Marais
- Vélye
- Vert-Toulon
- Vertus
- Villeneuve-Renneville-Chevigny
- Villeseneux
- Voipreux
- Vouzy